# Cerastium fischerianum
Cerastium fischerianum är en nejlikväxtart som beskrevs av Nicolas Charles Seringe. Cerastium fischerianum ingår i släktet arvar, och familjen nejlikväxter.

## Underarter
Arten delas in i följande underarter:
- C. f. albimarginatum
- C. f. fischerianum